# Boumerdès (província)
Boumerdès é uma província situada a cerca de 50 km a leste de Argel. Possui 802.083 habitantes (Censo de 2008).
Cidade costeira, a capital Boumerdès é uma das cidades mais bonitas do litoral argelino.
A província tem 38 comunas e 1.558,39 km². 
Esta província foi seriamente atingida pelo tremor de terra de 21 de maio de 2003; com 1382 mortos e 3442 feridos.
As principais  cidades dessa wilaya são Boudouaou, Bordj Menaiel, Khemis El-Khechna et Thenia.

## Pessoas notáveis
- Círia
- Dio
- Firmo
- Gildão
- Hocine Soltani
- Mascezel
- Mazuca
- Nubel
- Samaco
- Yahia Boushaki

## Aldeias
- Soumâa
- Meraldene